# Johann Eggers
Johann Eggers (* 22. Oktober 1830 in Bremen; † 17. März 1881 in Bremen) war ein deutscher Kaufmann und Präsident der Bremer Handelskammer.

## Biografie
Eggers war der gleichnamige Enkel von dem Firmengründer Johann Eggers (1746–1819), der als Sohn eines Landwirtes 1767 aus Hamburg-Barmbeck kommend in der Weinhandlung Johann Nonnen & Co. arbeitete und durch seine Frau die geerbte Weinhandlung Johann Michael Loebelein seit 1777 unter dem Namen Johann Eggers weiter führte. Eggers Vater war Hinrich Albrecht Eggers (1791–1851). 1778 zog das Geschäft von der Wachtstraße in die Schlachte Nr. 7 um und es wurde auch eine Weinschänke betrieben. In der Bremer Franzosenzeit des Départements des Bouches du Weser hatte der Betrieb Schwierigkeiten zu überstehen. Nach dem Tod von Eggers führten Familienmitglieder die Weinhandlung weiter, seit 1826 als Joh. Eggers Söhne und seit 1840 auch im Packhaus Martinistraße Nr. 34.
Der Urenkel Johann Eggers führte das Unternehmen nach Aufnahme von Teilhabern als Joh. Eggers Sohn & Co. weiter. Er nahm im öffentlichen Leben eine bedeutende Rolle war: Er war Diakon am Bremer Dom, Mitglied der Direktion der Sparkasse Bremen, in der Administration des St.-Petri-Waisenhauses am Domshof, seit 1866 Mitglied der Bremischen Bürgerschaft, seit 1868 Mitglied, seit 1873 Vizepräses und 1875 Präses der Handelskammer Bremen.
Nach 1866 unterhielt die Firma auch in Verden ein Weinlager auf Grund der Problematik im Zollverein, da Hamburg und Bremen bis 1888 als Freihäfen zunächst noch außerhalb des Zollgebietes blieben.
Nach dem Tod von Eggers gab 1883 die Firma  Weinschenke und Kleinhandel auf, richtete 1888 den Weinspeicher im Freihafen (Europahafen) ein und gab deshalb das Lager in Verden auf. Der Spirituosenhandel wurde ausgebaut. Die Firma bestand mit wechselnden Standorten (Schlachte Nr. 39, Langenstraße Nr. 75, wieder Freihafen, Parkallee, Schwachhauser Heerstraße Nr. 33, Ellhornstraße Nr. 33) und besteht aktuell an der Getreidestraße Nr. 16 in Bremen.